# Ernest Gevers
Ernest Jules Henri Jean Marie Gevers (Anversa, 28 agosto 1891 – Ixelles, 23 luglio 1965) è stato uno schermidore belga, vincitore di due medaglie d'argento nella scherma ai giochi olimpici.